# Ca l'Aubert del carrer Panyó, 5
Ca l'Aubert II és una obra noucentista d'Olot (Garrotxa) inclosa a l'Inventari del Patrimoni Arquitectònic de Catalunya.

## Descripció
És una casa de planta rectangular, distribuïda segons un eix de simetria central. Disposa de planta baixa, amb un cos avançat, que es converteix en el pis principal amb una àmplia galeria amb balustrades. Aquests baixos són destinats a celler i garatge. El principal té les obertures rectangulars emmarcades per pedra. El pis superior, amb dos àmplies galeries a cada costat, amb balustrades, té les finestres de punt rodó (un total de cinc). La ventilació del cel ras es fa per un ull de bou. Els murs foren estucats i es va emprar la pedra per fer les obertures. El teulat és a dos aigües, amb àmplies barbacanes sostingudes per bigues de fusta.

## Història
L'eixample és un projecte promogut per Manuel Malagrida, olotí enriquit a Amèrica. Aquest va encarregar a l'arquitecte J. Roca i Pinet l'elaboració d'una ciutat-jardí, amb zones verdes i xalets unifamiliars. A partir del Passeig de Barcelona i del riu Fluvià, dibuixà una disposició "radiocèntrica" de carrers amb dos focus (la plaça d'Espanya i la d'Amèrica) units pel pont de Colom. Així es varen planejar diferents carrers propers a l'eixample com el Vilanova, el Panyó i d'altres. Seran xalets bastits amb tipologia de l'eixample però realitzats a mitjans del segle xx.